# William Foster
Pour les articles homonymes, voir William Foster (homonymie) et Foster.
William Foster, né le 10 juillet 1890 à Haslingden et mort le 17 décembre 1963 à Fylde, est un nageur britannique qui a participé aux Jeux olympiques de 1908 et de 1912.

## Carrière
En 1908, Foster faisait partie l'équipe britannique du relais 4 × 200 m nage libre champion olympique. Il terminait encore quatrième sur 400 m nage libre et était éliminé en demi-finales du 1 500 m nage libre.
Quatre ans plus tard, il était encore médaillé de bronze en relais 4 × 200 m et éliminé demi-finales du 400 m nage libre du 1 500 m nage libre.

## Palmarès

### Jeux olympiques d'été
- Jeux olympiques de 1908 à Londres (Royaume-Uni)
  - 4e sur 400 m nage libre
  - éliminé en demi-finales sur 1 500 nage libre
  -  Médaille d'or en relais 4 × 200 m nage libre
- Jeux olympiques de 1912 à Stockholm (Suède)
  - éliminé en demi-finales sur 400 m nage libre
  - éliminé en demi-finales sur 1 500 nage libre
  -  Médaille de bronze en relais 4 × 200

## Sources
- (en) Cet article est partiellement ou en totalité issu de l’article de Wikipédia en anglais intitulé « William Foster (swimmer) » (voir la liste des auteurs).